# Pizzo Badile (Orobie)
Il Pizzo Badile è una montagna  alta 2 044 m appartenente al gruppo delle Alpi Orobie Occidentali che si trova in alta Val Brembana tra i comuni di Branzi, Isola di Fondra e Piazzatorre.

## Accessi
Si può salire da una delle seguenti località: Vendullo di Valleve o Piazzo di Piazzatorre. L'avvicinamento, classificato come escursionistico, è lungo ma dal passo monte colle ci sono 100 metri di dislivello classificati come Escursionisti Esperti (EE).